# Абхирати
Абхирати ((санск. आनन्दित भूमि) — «радостная земля») — в буддизме Махаяны рай, мифический счастливый край на востоке, которым управляет будда Акшобхья.
Хотя Абхирати возникла в раннюю эпоху махаянской мысли (см. Аштасахасрика), Абхирати гораздо менее широко известна, чем Сукхавати, чистая земля Амитабхи, которая была единственным центром буддизма чистой земли со времен династии Тан.

## Описание
Эта земля описана в сутре «Татхагата», которая была переведена на китайский язык Локакшемой в 186 году н. э.
Абхирати описывается в сутре как «чистая земля», в которой различные растения, такие как жасмины и пальмы, мягко покачиваются на ветру, и создают мистические песни, которые не имеют ни малейшего сравнения с музыкой этого мира.
Абхирати — «чистая земля», в которой существа могут делать свои обеты и жить согласно Дхарме, которую проповедуют будды. Она изобилует едой и напитками, здесь нет болезней, и её женщины прекрасны, и «никогда не страдают от менструальных болей».
Тот, кто возрождается там, достигает состояния невозврата, как и на любой «чистой земле», и первые две истины буддизма там не реальны. Истинны только третья и четвёртая истина буддизма, то есть прекращение страданий, и благородный восходящий путь к прекращению страданий, поэтому для тех, кто рождается на «чистой земле», их счастье и их буддизм полностью обеспечены.

## Будда Акшобхья
Будда Акшобхья является царём этой чистой земли. Будда Шакьямуни говорит о нём в Сутре совершенства мудрости, в 8000 слогах или стихах.
Как и все будды мандалы, Акшобхья не одинок, он является главой семьи (Кула), которая называется семьёй Ваджра («алмаз» или «молния, как алмаз»).
Говорят, что, когда Акшобхия был всего лишь монахом, он дал священный обет будде, который в то время управлял чистой землёй Абхирати, поэтому этот будда никогда не испытывал бы отвращения, ненависти или эгоизма к любому разумному существу в десяти универсальных направлениях.
После долгого старания и сохранения всех обетов, которые он совершил на этой земле, Акшобхья, наконец, стал буддой Акшобхья и, следовательно, правителем рая Абхирати.